# Stany Środkowoatlantyckie
Stany Środkowoatlantyckie – region Stanów Zjednoczonych, do którego zalicza się stany Nowy Jork, New Jersey, Pensylwania, Maryland, Delaware, Dystrykt Kolumbia, Wirginia i Wirginia Zachodnia.